# رودریگو کابوالوچی
رودریگو کابوالوچی (انگلیسی: Rodrigo Cabalucci؛ زادهٔ ۲۲ ژوئیهٔ ۱۹۹۲) بازیکن فوتبال اهل آرژانتین است.